# Llista de videojocs de Nintendo 64

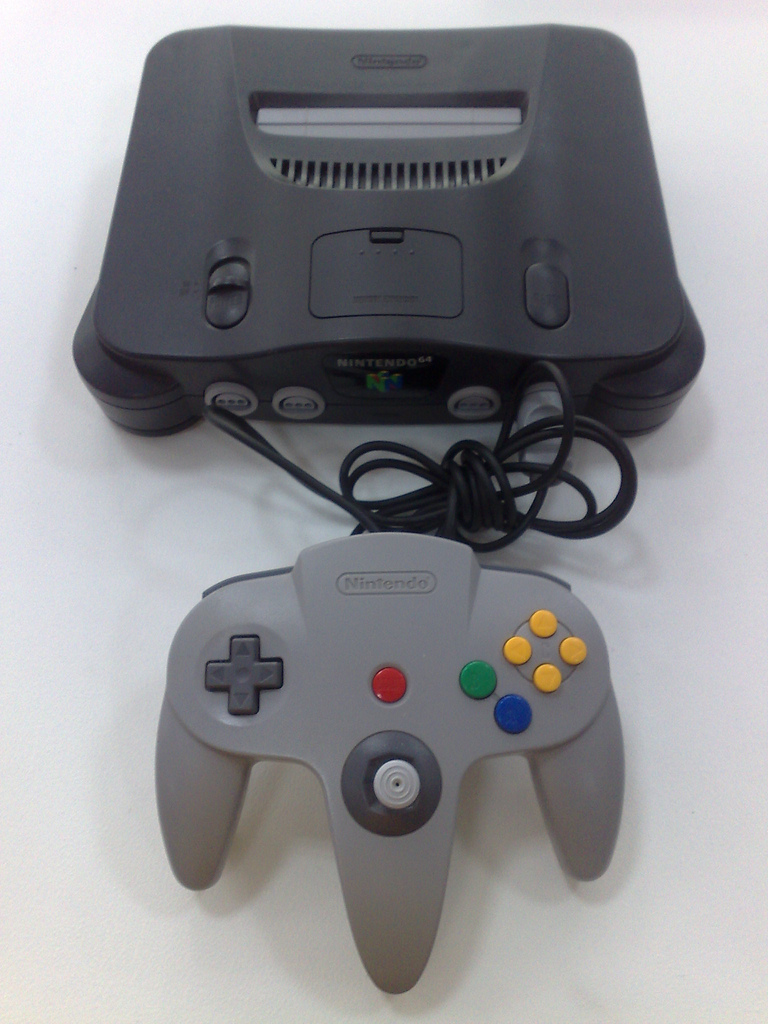
La consola Nintendo 64.

A continuació hi ha una llista de tots els 387 videojocs disponibles per la Nintendo 64, organitzats alfabèticament pels seus noms en anglès i les conversions d'altres alfabets. Els jocs amb diversos noms són llistats un sol cop, i a sota hi ha les diferents denominacions en diferents països. Per exemple, Star Fox 64 és el títol al Japó (JP) i a l'Amèrica del Nord (AN) i la versió europea (EUR) que s'anomena Lylat Wars és llistada a sota de l'entrada, el joc G.A.S.P!! Fighters' NEXTream és conegut pel seu nom a Europa i al Japó, però a l'Amèrica del Nord és Deadly Arts i es llista sota l'entrada. D'altra banda quan dos títols en anglès com és l'exemple Michael Owen's WLS 2000 i Mia Hamm 64 Soccer contenen el mateix joc, la versió anglesa surt llistada primer. El nom en anglès surt primer, llevat que el joc sigui alliberat només al Japó.
La manera de com estan fets els jocs, els cartutxos europeus i japonesos són idèntics, amb dues petites indentacions al darrere del carts, mentre que les versions Americanes del Nord tenen aquestes dues indentacions a les vores posteriors. Totes les regions tenen els mateixos connectors, i un cart convertidor o senzillament traient el casing els permetran de cabre als sistemes d'altres regions, tanmateix els sistemes són també equipats amb xips de locaut que només els permetran de jugar els seus jocs apropiats. Els sistemes japonès i americà tenen el mateix locaut de NTSC, mentre Europa té un locaut de PAL. Un pre-dispositiu de pas com el N64 Passaport o el Datel Action Replay pot ser utilitzat per a jugar títols d'importació.
De les 387 publicacions, 83 sóc exclusivament del Japó, 42 de l'Amèrica del Nord i 4 d'Europa. La Nintendo 64 va ser publicada al Japó el 23 de juny de 1996 amb el Super Mario 64, Pilotwings 64 i Saikyo Habu Shogi. L'últim joc publicat pel sistema només a l'Amèrica del Nord va ser Tony Hawk's Pro Skater 3 el 20 d'agost del 2002. Aquesta llista no inclou els jocs de la Nintendo 64DD.
| Índex 0-9 A B C D E F G H I J K L M N O P Q R S T U V W X Y Z |

| Títol(s) | Any  | Desenvolupador                  | Publicador                      | Regions Publicades | Núm. Jugadors | ESRB/ ELSPA | Gènere                                  |
| --- | ---- | ------------------------------- | ------------------------------- | ------------------ | ------------- | ----------- | --------------------------------------- |
| 1080° Snowboarding | 1998 | Nintendo                        | Nintendo                        | JP, AN, PAL        | 1-4           | E/3+        | Esports/Snowboarding                    |
| 64: Tenshi no Yakusoku | 1999 | Altron                          | Altron                          | JP                 | 1             | --          | Joc de Cartes                           |
| 64 Ozumo | 1997 | Bottom Up                       | Bottom Up                       | JP                 | 1-4           | --          | Esports/Lluita/Sumo                     |
| 64 Ozumo 2 | 1999 | Bottom Up                       | Bottom Up                       | JP                 | 1-4           | --          | Esports/Lluita/Sumo                     |
| 64 Trump Collection: Alice no Waku Waku Trump World                                                                                          | 1998 | Bottom Up                       | Bottom Up                       | JP                 | 1-4           | --          | Aventures/Cartes                        |
| Aero Fighters Assault •Sonic Wings AssaultJP                                                                                                 | 1997 | Paradigm Entertainment          | Video System                    | JP, AN, PAL        | 1-4           | K-A/3+      | Simulació/Combat a l'aire               |
| AeroGauge | 1997 | Pacific Coast Power & Light     | ASCII Entertainment             | JP, AN, PAL        | 1-4           | E/3+        | Curses/Automotiu                        |
| AI Shogi 3 | 1998 | I4                              | I4                              | JP                 | 1-4           | --          | Joc de taula/Estratègia                 |
| Aidyn Chronicles: The First Mage | 2001 | H2O Interactive                 | THQ                             | AN, PAL            | 1             | T/11+       | Aventures/Rol                           |
| Air Boarder 64 | 1998 | Human Entertainment             | Human Entertainment             | JP, PAL            | 1-4           | --/3+       | Esports/Especialista                    |
| All-Star Baseball 99 | 1998 | Acclaim                         | Acclaim                         | AN, PAL            | 1-4           | E/3+        | Esports/Beisbol                         |
| All-Star Baseball 2000 | 1999 | Acclaim                         | Acclaim                         | AN, PAL            | 1-4           | E/3+        | Esports/Beisbol                         |
| All-Star Baseball 2001 | 2000 | Acclaim                         | Acclaim                         | AN, PAL            | 1-4           | E/3+        | Esports/beisbol                         |
| All Star Tennis '99 •Yannick Noah All Star Tennis '99FRA                                                                                     | 1999 | Smart Dog                       | Ubisoft                         | AN, PAL            | 1-4           | E/3+        | Esports/tennis                          |
| Armorines: Project S.W.A.R.M. | 1999 | Acclaim                         | Acclaim                         | AN, PAL            | 1-4           | T/11+       | Acció/Aventures/Tir en 3D               |
| Army Men: Air Combat | 2000 | 3DO                             | 3DO                             | AN, PAL            | 1-4           | T/--        | Acció/aventures/tir en 3D               |
| Army Men: Sarge's Heroes | 1999 | 3DO                             | 3DO                             | AN, PAL            | 1-4           | T/11+       | Acció/aventures/tir en 3D               |
| Army Men: Sarge's Heroes 2 | 2000 | 3DO                             | 3DO                             | AN                 | 1-4           | T/--        | Acció/Aventures/Tir en 3D               |
| Asteroids Hyper 64 | 1999 | Syrox Developments              | Crave Entertainment             | AN                 | 1-4           | E/--        | Recreatiu/Acció/Tir                     |
| Automobili Lamborghini * Super Speed Race 64JP                                                                                               | 1997 | Titus Software                  | Titus Software Taito            | JP, AN, PAL        | 1-4           | K-A/3+      | Curses/Automòbil                        |
| Bakuretsu Muteki Bangai-O | 1999 | Treasure                        | ESP                             | JP                 | 1             | --          | Acció/Aventures                         |
| Bakusho Jinsei 64: Mezase! Resort O | 1998 | Taito                           | Taito                           | JP                 | 1-4           | --          | Joc de taula                            |
| Banjo-Kazooie * Banjo to Kazooie no DaibokenJP                                                                                               | 1998 | Rare                            | Nintendo                        | JP, AN, PAL        | 1             | E/3+        | Aventures/Plataformes 3D                |
| Banjo-Tooie * Banjo to Kazooie no Daiboken 2JP                                                                                               | 2000 | Rare                            | Nintendo                        | JP, AN, PAL        | 1-4           | E/3+        | Aventures/Plataformes 3D                |
| Bass Hunter 64 | 1999 | Gear Head Entertainment         | Take-Two Interactive            | AN, PAL            | 1             | E/3+        | Esports/Pesca                           |
| Bass Masters 2000 | 1999 | Mass Media                      | THQ                             | AN                 | 1-4           | E/--        | Esports/Pesca                           |
| Bass Rush: ECOGEAR PowerWorm Championship | 2000 | Visco Corporation               | Visco Corporation               | JP                 | 1             | E/--        | Esports/Pesca                           |
| Batman Beyond: Return of the Joker Batman of the Future: Return of the JokerEUR                                                              | 2000 | Kemco                           | Ubisoft                         | AN, PAL            | 1             | E/3+        | Acció/Aventures                         |
| BattleTanx | 1998 | 3DO                             | 3DO                             | AN                 | 1-4           | T/--        | Simulació/Combat amb tancs              |
| BattleTanx: Global Assault | 1999 | 3DO                             | 3DO                             | AN, PAL            | 1-4           | T/11+       | Simulació/Combat amb tancs              |
| Battlezone: Rise of the Black Dogs | 2000 | Climax Entertainment            | Crave Entertainment             | AN                 | 1-4           | E/--        | Simulació/Combat amb tancs              |
| Beetle Adventure Racing! * As Aventuras do FuscaBRZ * HSV Aventures CursesAUS                                                                | 1999 | Paradigm Entertainment          | Electronic Arts                 | JP, AN, PAL        | 1-4           | E/3+        | Curses/Automòbil/Aventures              |
| Big Mountain 2000 * Snow SpeederJP | 2000 | Imagineer                       | SouthPeak Interactive Imagineer | JP, AN             | 1-4           | E/--        | Snowboarding/Esquí                      |
| Bio F.R.E.A.K.S. | 1998 | Saffire                         | Midway                          | AN, PAL            | 1-4           | M/11+       | Acció/Tir en 3D                         |
| Blast Corps * Blast DozerJP | 1997 | Rare                            | Nintendo                        | JP, AN, PAL        | 1             | K-A/3+      | Estratègia/Destrucció                   |
| Blues Brothers 2000 | 2000 | Player 1                        | Titus Software                  | AN, PAL            | 1-2           | E/3+        | Aventures/Plataformes 3D                |
| Body Harvest | 1998 | DMA Design                      | Midway                          | AN, PAL            | 1             | T/11+       | Acció/Aventures/Tir en 3D               |
| Bomberman 64 * Baku BombermanJP | 1997 | Hudson Soft                     | Nintendo                        | JP, AN, PAL        | 1-4           | K-A/3+      | Aventures/Trencaclosques                |
| Bomberman 64 | 2001 | Racjin                          | Hudson Soft                     | JP                 | 1-4           | K-A/3+      | Recreatiu/Acció/Trencaclosques          |
| Bomberman 64: The Second Attack * Baku Bomberman 2JP                                                                                         | 1999 | Hudson Soft                     | Vatical Entertainment           | JP, AN             | 1-4           | E/--        | Acció/Aventures                         |
| Bomberman Hero * Bomberman Hero: Millian Ojosama wo SukueJP                                                                                  | 1999 | Hudson Soft                     | Nintendo                        | JP, AN, PAL        | 1             | E/3+        | Acció/Aventures                         |
| Bottom of the 9th | 1999 | Konami                          | Konami                          | AN                 | 1-4           | E/--        | Esports/Beisbol                         |
| Brunswick Circuit Pro Bowling | 1999 | Point of View                   | THQ                             | AN                 | 1-4           | E/--        | Esports/Bitlles                         |
| Buck Bumble | 1998 | ArgoANut Games                  | Ubisoft                         | JP, AN, PAL        | 1-4           | E/3+        | Acció/Aventures/Tir                     |
| A Bug's Life | 1999 | Traveller's Tales               | Activision                      | AN, PAL            | 1             | E/3+        | Aventures/Plataformes 3D                |
| Bust-A-Move '99 * Bust-A-Move 3 DXEUR * Puzzle Booble 64JP                                                                                   | 1999 | Distinctive Developments        | Acclaim                         | JP, AN, PAL        | 1-4           | E/3+        | Recreatiu/Acció/Trencaclosques          |
| Bust-A-Move 2: Arcade Edition | 1998 | Taito                           | Taito                           | AN, PAL            | 1-2           | E/3+        | Recreatiu/Acció/Trencaclosques          |
| California Speed | 1999 | Atari Games                     | Midway                          | AN                 | 1-4           | E/--        | Curses/Automòbil                        |
| Carmageddon 64 | 2000 | SCi                             | Titus Software                  | AN, PAL            | 1-2           | M/15+       | Curses/Batalla                          |
| Castlevania * Akumajo Dracula MokushirokuJP                                                                                                  | 1999 | Konami                          | Konami                          | JP, AN, PAL        | 1             | T/11+       | Aventures/Plataformes 3D                |
| Castlevania: Legacy of Darkness * Akumajo Dracula Mokushiroku Gaiden: Legend of CornellJP                                                    | 1999 | Konami                          | Konami                          | JP, AN, PAL        | 1             | T/11+       | Aventures/Plataformes 3D                |
| Centre Court Tennis * Let's SmashJP | 1998 | Hudson Soft                     | BigBen Interactive Hudson Soft  | JP, PAL            | 1-4           | --/3+       | Esports/Tennis                          |
| Chameleon Twist | 1997 | Japan System Supply             | Sunsoft                         | JP, AN, PAL        | 1-4           | K-A/3+      | Aventures/Plataformes 3D                |
| Chameleon Twist 2 | 1999 | Japan System Supply             | Sunsoft                         | JP, AN, PAL        | 1             | E/3+        | Aventures/Plataformes 3D                |
| Charlie Blast's Territory | 1999 | Realtime Associates             | Kemco                           | AN, PAL            | 1-4           | E/3+        | Estratègia/Trencaclosques               |
| Chopper Attack * Wild ChoppersJP | 1998 | SETA                            | Midway SETA                     | JP, AN, PAL        | 1             | T/11+       | Simulació/Helicòpter/Tir                |
| Choro Q 64 2: Hachamecha Grand Prix Race | 1999 | Locomotive Games                | Takara                          | JP                 | 1-4           | --          | Curses/Batalla                          |
| Chokukan Night: Pro Yakyu King | 1996 | Genki                           | Imagineer                       | JP                 | 1-4           | --          | Esports/Beisbol                         |
| Chokukan Night: Pro Yakyu King 2 | 1999 | Genki                           | Imagineer                       | JP                 | 1-4           | --          | Esports/Beisbol                         |
| ClayFighter 63? | 1997 | Interplay                       | Interplay                       | AN, PAL            | 1-4           | T/3+        | Recreatiu/Lluita                        |
| ClayFighter 63 1/3 Sculptor's Cut | 1998 | Interplay                       | Interplay                       | AN, PAL            | 1-4           | T/--        | Recreatiu/Lluita                        |
| Command & Conquer | 1999 | Westwood Studios                | Nintendo                        | AN, PAL            | 1             | T/11+       | Simulació/Planeig de Guerra/Estratègia  |
| Conker's Bad Fur Day | 2001 | Rare                            | THQ, Rare                       | AN, PAL            | 1-4           | M/15+       | Acció/Aventures/Plataformes 3D          |
| Cruis'n Exotica | 2000 | Gratuitous Games                | Midway                          | AN                 | 1-2           | E/--        | Curses/Automòbil                        |
| Cruis'n USA | 1996 | Midway                          | Midway                          | AN, PAL            | 1-2           | K-A/3+      | Curses/Automòbil                        |
| Cruis'n World | 1998 | Midway                          | Midway                          | AN, PAL            | 1-4           | E/3+        | Curses/Automòbil                        |
| Custom Robo | 1999 | Noise                           | Nintendo                        | JP                 | 1-4           | --          | Recreatiu/Acció/Lluita                  |
| Custom Robo V2 | 2000 | Noise                           | Nintendo                        | JP                 | 1-4           | --          | Recreatiu/Acció/Lluita                  |
| CyberTiger | 2000 | Saffire                         | Electronic Arts                 | AN, PAL            | 1-4           | E/3+        | Esports/Golf                            |
| Daikatana | 2000 | Kemco                           | Kemco                           | JP, AN, PAL        | 1-4           | M/15+       | Acció/Tir en 3D                         |
| Dance Dance Revolution Disney Dancing Museum                                                                                                 | 2000 | Konami                          | Konami                          | JP                 | 1-2           | --          | Recreatiu/Dancing Skills                |
| Dark Rift •Space DynamitesJP | 1997 | Kronos Digital                  | Vic Tokai                       | JP, AN, PAL        | 1-2           | T/15+       | Recreatiu/Lluita                        |
| Densha de Go! 64 | 1999 | Taito                           | Taito                           | JP                 | 1             | --          | Simulació/Tren                          |
| Derby Stallion 64 | 1999 | Parity Bit                      | Media Factory                   | JP                 | 1-4           | --          | Esports/Curses de Cavalls               |
| Destruction Derby 64 | 1999 | Looking Glass Studios           | THQ                             | AN, PAL            | 1-4           | E/11+       | Curses/Batalla                          |
| Dezaemon 3D | 1998 | Athena                          | Athena                          | JP                 | 1             | --          | Disseny de joc/Acció/Tir                |
| Diddy Kong Racing | 1997 | Rare                            | Nintendo                        | JP, AN, PAL        | 1-4           | K-A/3+      | Curses/Aventures/Batalla                |
| Donald Duck: Goin' Quackers •Donald Duck's Quack AttackEUR                                                                                   | 2000 | Ubisoft                         | Ubisoft                         | AN, PAL            | 1             | E/3+        | Aventures/Plataformes 3D                |
| Disney's Tarzan | 2000 | Eurocom                         | Activision                      | AN, PAL            | 1             | E/3+        | Aventures/Plataformes 3D                |
| Dobutsu no Mori | 2001 | Nintendo                        | Nintendo                        | JP                 | 1             | --          | Simulació/Vida/Social                   |
| Donkey Kong 64 | 1999 | Rare                            | Nintendo                        | JP, AN, PAL        | 1-4           | E/3+        | Acció/Aventures/Plataformes 3D          |
| Doom 64 | 1997 | Midway                          | Midway                          | JP, AN, PAL        | 1             | M/15+       | Acció/Aventures/Tir en 3D               |
| Doraemon: Nobita to Mittsu no Seirei Ishi | 1997 | Epoch                           | Epoch                           | JP                 | 1-4           | --          | Aventures/Plataformes 3D                |
| Doraemon 2: Nobita to Hikari no Shinden | 1998 | Epoch                           | Epoch                           | JP                 | 1             | --          | Aventures/Plataformes 3D                |
| Doraemon 3: Nobita no Machi SOS! | 2000 | Epoch                           | Epoch                           | JP                 | 1             | --          | Aventures/Plataformes 3D                |
| Dr. Mario 64 | 2001 | Nintendo                        | Nintendo                        | AN                 | 1-4           | E/--        | Recreatiu/Acció/Trencaclosques          |
| Dual Heroes | 1998 | Hudson Soft                     | Electro Brain                   | JP, AN, PAL        | 1-4           | T/11+       | Recreatiu/Lluita                        |
| Duck Dodgers Starring Daffy Duck •Daffy Duck starring as Duck DodgersEUR                                                                     | 2000 | Paradigm Entertainment          | Atari Games                     | AN, PAL            | 1-4           | E/3+        | Aventures/Plataformes 3D                |
| Duke Nukem 64 | 1997 | Eurocom                         | GT Interactive                  | AN, PAL            | 1-4           | M/18+       | Acció/Aventures/Tir en 3D               |
| Duke Nukem: Zero Hour | 1999 | Eurocom                         | GT Interactive                  | AN, PAL            | 1-4           | M/15+       | Acció/Aventures/Tir en 3D               |
| Earthworm Jim 3D | 1999 | VIS Entertainment               | Rockstar Games                  | AN, PAL            | 1             | E/3+        | Acció/Aventures/Plataformes 3D          |
| ECW Hardcore Revolution | 2000 | Acclaim                         | Acclaim                         | AN, PAL            | 1-4           | M/15+       | Esports/Lluita                          |
| Eiko no Saint Andrews | 1996 | SETA                            | SETA                            | JP                 | 1-4           | --          | Esports/Golf                            |
| Elmo's Letter Aventures | 1999 | Realtime Associates             | NewKidCo                        | AN, PAL            | 1             | eC/--       | Learning/Mini jocs                      |
| Elmo's Number Journey | 1999 | Realtime Associates             | NewKidCo                        | AN                 | 1             | eC/--       | Learning/Mini jocs                      |
| Excitebike 64 | 2000 | Left Field Productions          | Nintendo                        | JP, AN, PAL        | 1-4           | E/3+        | Curses/Simulació/Motocicletes           |
| Extreme-G | 1997 | Probe Entertainment             | Acclaim                         | JP, AN, PAL        | 1-4           | K-A/3+      | Curses                                  |
| Extreme-G 2 •XG2 | 1998 | Probe Entertainment             | Acclaim                         | JP, AN, PAL        | 1-4           | E/3+        | Curses                                  |
| F-1 World Grand Prix | 1998 | Paradigm Entertainment          | Video System                    | JP, AN, PAL        | 1-4           | E/3+        | Curses/Grand Prix                       |
| F-1 World Grand Prix II | 2000 | Paradigm Entertainment          | Video System                    | PAL                | 1-4           | --/3+       | Curses/Grand Prix                       |
| F-Zero X | 1998 | Nintendo                        | Nintendo                        | JP, AN, PAL        | 1-4           | E/3+        | Curses/Batalla                          |
| F1 Pole Position 64 •Human Grand Prix: The New GenerationJP                                                                                  | 1997 | Human Entertainment             | Ubisoft                         | JP, AN, PAL        | 1             | K-A/3+      | Curses/Grand Prix                       |
| F1 Racing Championship | 2000 | Ubisoft                         | Ubisoft                         | PAL                | 1-2           | --/3+       | Curses/Grand Prix                       |
| Famista 64 | 1997 | Namco                           | Namco                           | JP                 | 1-4           | --          | Esports/Beisbol                         |
| FIFA '99 | 1998 | Electronic Arts                 | Electronic Arts                 | AN, PAL            | 1-4           | E/3+        | Esports/Futbol                          |
| FIFA: Road to World Cup 98 | 1997 | Electronic Arts                 | Electronic Arts                 | JP, AN, PAL        | 1-4           | K-A/3+      | Esports/Futbol                          |
| FIFA Soccer 64 •FIFA 64PAL | 1997 | Electronic Arts                 | Electronic Arts                 | AN, PAL            | 1-4           | K-A/3+      | Esports/Futbol                          |
| Fighters Destiny •Fighting CupJP | 1998 | Imagineer                       | Ocean                           | JP, AN, PAL        | 1-2           | T/11+       | Recreatiu/Lluita 3D                     |
| Fighter Destiny 2 •Kakuto Densho: F-Cup ManiaxJP                                                                                             | 2000 | Imagineer                       | SouthPeak Interactive           | JP, AN             | 1-2           | T/--        | Recreatiu/Lluita 3D                     |
| Fighting Force 64 | 1999 | Core Design                     | Crave Entertainment             | AN, PAL            | 1-2           | T/15+       | Acció/Aventures/Lluita                  |
| Flying Dragon •Hiryu Ken TwinJP | 1998 | Culture Brain                   | Natsume                         | JP, AN, PAL        | 1-4           | T/3+        | Recreatiu/Lluita 3D                     |
| Forsaken 64 | 1998 | Probe Entertainment             | Iguana UK                       | AN, PAL            | 1-4           | M/15+       | Acció/Aventures/Tir en 3D               |
| Fox Sports College Hoops '99 | 1998 | Z-Axis                          | Fox Interactive                 | AN                 | 1-4           | E/--        | Esports/Bàsquet                         |
| Fushigi no Dungeon: Furai no Shiren 2: Oni Shurai! Siren-jo!                                                                                 | 2000 | Chunsoft                        | Chunsoft                        | JP                 | 1-4           | --          | Aventures/Rol                           |
| G.A.S.P!! Fighters' NEXTream •Deadly ArtsAN                                                                                                  | 1998 | Konami                          | Konami                          | JP, AN, PAL        | 1-4           | T/11+       | Recreatiu/Lluita                        |
| Gauntlet Legends | 1998 | Atari Games                     | Midway                          | JP, AN, PAL        | 1-4           | T/15+       | Acció/Aventures/Hack and Slash          |
| Getter Love!! | 1998 | Hudson Soft                     | Hudson Soft                     | JP                 | 1-4           | --          | Simulació/Social                        |
| Gex 3: Deep Cover Gecko | 1998 | Gratuitous Games                | Crave Entertainment             | AN, PAL            | 1             | E/11+       | Aventures/Plataformes 3D                |
| Gex 64 | 1998 | Realtime Associates             | Midway                          | AN, PAL            | 1             | E/3+        | Aventures/Plataformes 3D                |
| Glover | 1998 | Interactive Studios             | Hasbro Interactive              | AN, PAL            | 1             | E/3+        | Aventures/Plataformes 3D                |
| Goemon Mononoke Sugoroku | 1998 | Konami                          | Konami                          | JP                 | 1-4           | --          | Joc de taula/Mini jocs                  |
| Goemon's Great Aventures •Mystical Ninja 2: Starring GoemonEUR Ganbare Goemon: Dero Dero Dochu Obake Tenko MoriJP                            | 1998 | Konami                          | Konami                          | JP, AN, PAL        | 1-4           | E/3+        | Aventures/Rol                           |
| Golden Nugget 64 | 1998 | Westwood Studios                | Electronic Arts                 | AN, PAL            | 1-4           | E/--        | Joc/Casino                              |
| GoldenEye 007 | 1997 | Rare                            | Nintendo                        | JP, AN, PAL        | 1-4           | T/15+       | Acció/Aventures/Tir en 3D               |
| GT 64: Championship Edition •City Tour Grandprix: Zen Nihon GT SenshukenJP                                                                   | 1998 | Imagineer                       | Ocean Imagineer                 | JP, AN, PAL        | 1-4           | E/3+        | Curses/Automòbil                        |
| Hamster Monogatari 64 | 2001 | Culture Brain                   | Culture Brain                   | JP                 | 1             | --          | Simulació/Rol/Mini jocs                 |
| Harvest Moon 64 •Bokujo MonogatariJP | 1999 | Toy Box Creative                | Natsume                         | JP, AN             | 1             | E/--        | Simulació/Rol/Granja                    |
| Heiwa Pachinko World 64 | 1997 | Shouei System                   | Shouei System                   | JP                 | 1             | --          | Joc/Pachinko                            |
| Hercules: The Legendary Journeys | 2000 | Player 1                        | Titus Software                  | AN, PAL            | 1             | T/11+       | Aventures/Lluita                        |
| HeXen | 1997 | Software Creations              | GT Interactive                  | JP, AN, PAL        | 1-4           | M/11+       | Acció/Aventures/Tir en 3D               |
| Hey You, Pikachu! •Pikachu Genki DechuJP | 1998 | Ambrella                        | Nintendo                        | JP, AN             | 1             | E/--        | Simulació/Vida                          |
| Hot Wheels Turbo Racing | 1999 | Stormfront Studios              | Electronic Arts                 | AN, PAL            | 1-4           | E/3+        | Curses/Especialisme                     |
| Hybrid Heaven | 1999 | Konami                          | Konami                          | JP, AN, PAL        | 1-2           | T/11+       | Acció/Aventures                         |
| Hydro Thunder | 2000 | Eurocom                         | Midway                          | AN, PAL            | 1-4           | E/3+        | Curses/Llanxes ràpides                  |
| Ide Yosuke no Mahjong Juku | 2000 | SETA                            | SETA                            | JP                 | 1             | --          | Joc/Mahjong                             |
| Iggy's Reckin' Balls •Iggy Kun no Bura2PoyonJP                                                                                               | 1998 | Iguana Entertainment            | Acclaim                         | JP, AN, PAL        | 1-4           | E/3+        | Curses/Batalla                          |
| Indiana Jones and the Infernal Machine | 2000 | Factor 5                        | LucasArts                       | AN                 | 1             | T/--        | Aventures/Acció/Plataformes 3D          |
| Indy Racing 2000 | 2000 | Paradigm Entertainment          | Infogrames                      | AN                 | 1-4           | E/--        | Curses/Automòbil                        |
| International Superstar Soccer '98 •Jikkyo World Soccer: World Cup France '98JP                                                              | 1998 | Konami                          | Konami                          | JP, AN, PAL        | 1-4           | E/3+        | Esports/Futbol                          |
| International Superstar Soccer 2000 •Jikkyo J-League 1999: Perfect Striker 2JP                                                               | 1999 | Konami                          | Konami                          | JP, AN, PAL        | 1-4           | E/3+        | Esports/Futbol                          |
| International Superstar Soccer 64 •Jikkyo World Soccer 3JP                                                                                   | 1997 | Konami                          | Konami                          | JP, AN, PAL        | 1-4           | K-A/3+      | Esports/Futbol                          |
| International Track & Field 2000 •International Track & Field: Summer GamesEUR •Ganbare! Nippon! Olympics 2000JP                             | 2000 | Konami                          | Konami                          | JP, AN, PAL        | 1-4           | E/3+        | Esports/Track and Field                 |
| Itoi Shigesato no Bass Tsuri No. 1 | 2000 | HAL Laboratory                  | Nintendo                        | JP                 | 1             | --          | Esports/Pesca                           |
| J-League Dynamite Soccer 64 | 1997 | A-Max                           | Imagineer                       | JP                 | 1-4           | --          | Esports/Futbol                          |
| J-League Eleven Beat 1997 | 1997 | Hudson Soft                     | Hudson Soft                     | JP                 | 1-4           | --          | Esports/Futbol                          |
| J. League Live 64 | 1997 | Electronic Arts                 | Electronic Arts                 | JP                 | 1-4           | --          | Esports/Futbol                          |
| J-League Tactics Soccer | 1999 | ASCII Entertainment             | ASCII Entertainment             | JP                 | 1-4           | --          | Esports/Futbol                          |
| Jango Simulation Mahjong-do 64 | 1998 | Konami                          | Konami                          | JP                 | 1             | --          | Joc/Mahjong                             |
| Jeopardy! | 1998 | GameTek                         | GameTek                         | AN                 | 1             | K-A/--      | Game Show                               |
| Jeremy McGrath Supercross 2000 | 2000 | Acclaim                         | Acclaim                         | AN, PAL            | 1-4           | E/3+        | Curses/Motocicletes                     |
| Jet Force Gemini •Star TwinsJP | 1999 | Rare                            | Rare                            | JP, AN, PAL        | 1-4           | T/11+       | Acció/Aventures                         |
| Jikkyo GI Stable | 1999 | Konami                          | Konami                          | JP                 | 1-4           | --          | Esports/Curses de Cavalls               |
| Jikkyo J. League: Perfect Striker | 1996 | Konami                          | Konami                          | JP                 | 1-4           | --          | Esports/Futbol                          |
| Jikkyo Powerful Pro Yakyu 4 | 1997 | Konami                          | Konami                          | JP                 | 1-4           | --          | Esports/Beisbol                         |
| Jikkyo Powerful Pro Yakyu 5 | 1998 | Konami                          | Konami                          | JP                 | 1-4           | --          | Esports/Beisbol                         |
| Jikkyo Powerful Pro Yakyu 6 | 1999 | Konami                          | Konami                          | JP                 | 1-4           | --          | Esports/Beisbol                         |
| Jikkyo Powerful Pro Yakyu 2000 | 2000 | Konami                          | Konami                          | JP                 | 1-4           | --          | Esports/Beisbol                         |
| Jikkyo Powerful Pro Yakyu Basic-ban 2001 | 2001 | Konami                          | Konami                          | JP                 | 1-4           | --          | Esports/Beisbol                         |
| Jinsei Game 64 | 1999 | Takara                          | Takara                          | JP                 | 1-4           | --          | Joc de taula                            |
| Ken Griffey, Jr.'s Slugfest | 1999 | Angel Studios                   | Nintendo                        | AN                 | 1-4           | E/--        | Esports/Beisbol                         |
| Killer Instinct Gold | 1996 | Rare                            | Nintendo                        | AN, PAL            | 1-2           | T/15+       | Recreatiu/Lluita 3D                     |
| Kira tto Kaiketsu! 64 Tanteidan | 1999 | Pandora Box                     | Imagineer                       | JP                 | 1-4           | --          | Aventures/Detectiu/Trencaclosques       |
| Kirby 64: The Crystal Shards •Hoshi no Kirby 64JP                                                                                            | 2000 | HAL Laboratory                  | Nintendo                        | JP, AN, PAL        | 1-4           | E/3+        | Aventures/Plataformes 2D                |
| Knife Edge: Nose Gunner | 1998 | Kemco                           | Kemco                           | JP, AN             | 1-4           | E/--        | Acció/Tir en Raíl 3D                    |
| Knockout Kings 2000 | 1999 | Black Ops Entertainment         | Electronic Arts                 | AN, PAL            | 1-2           | T/11+       | Esports/Boxa                            |
| Kobe Bryant in NBA Courtside | 1998 | Left Field Productions          | Nintendo                        | AN, PAL            | 1-4           | E/3+        | Esports/Bàsquet                         |
| Last Legion UX | 1999 | Yuke's                          | Hudson Soft                     | JP                 | 1-4           | --          | Recreatiu/Lluita 3D/Robots              |
| The Legend of Zelda: Majora's Mask | 2000 | Nintendo                        | Nintendo                        | JP, AN, PAL        | 1             | E/11+       | Acció/Aventures                         |
| The Legend of Zelda: Ocarina of Time | 1998 | Nintendo                        | Nintendo                        | JP, AN, PAL        | 1             | E/3+        | Acció/Aventures                         |
| LEGO Racers | 1999 | High Voltage Software           | LEGO Media                      | AN, PAL            | 1-2           | E/3+        | Simulació/Auto Curses                   |
| Lode Runner 3-D | 1999 | Big Bang                        | Infogrames                      | JP, AN, PAL        | 1             | E/3+        | Aventures/Estratègia/Trencaclosques     |
| Mace: The Dark Age | 1997 | Atari Games                     | Midway                          | AN, PAL            | 1-4           | M/15+       | Recreatiu/Lluita en 3D                  |
| Madden Football 64 | 1997 | Electronic Arts                 | Electronic Arts                 | AN, PAL            | 1-4           | K-A/3+      | Esports/Rugbi/Futbol                    |
| Madden NFL 99 | 1998 | Electronic Arts                 | Electronic Arts                 | AN, PAL            | 1-4           | E/3+        | Esports/Rugbi/Futbol                    |
| Madden NFL 2000 | 1999 | Electronic Arts                 | Electronic Arts                 | AN, PAL            | 1-4           | E/--        | Esports/Rugbi/Futbol americà            |
| Madden NFL 2001 | 2000 | Electronic Arts                 | Electronic Arts                 | AN, PAL            | 1-4           | E/--        | Esports/Rugbi/Futbol americà            |
| Madden NFL 2002 | 2001 | Electronic Arts                 | Electronic Arts                 | AN, PAL            | 1-4           | E/--        | Esports/Rugbi/Futbol americà            |
| Magical Tetris Challenge | 1999 | Capcom                          | Capcom                          | JP, AN, PAL        | 1-4           | E/3+        | Recreatiu/Acció/Trencaclosques          |
| Mahjong 64 | 1997 | Chat Noir                       | Koei                            | JP                 | 1             | --          | Simulació/Joc                           |
| Mahjong Horoki Classic | 1997 | Imagineer                       | Imagineer                       | JP                 | 1             | --          | Simulació/Joc                           |
| Mahjong Master | 1996 | Konami                          | Konami                          | JP                 | 1             | --          | Simulació/Joc                           |
| Major League Beisbol Featuring Ken Griffey, Jr.                                                                                              | 1998 | Angel Studios                   | Nintendo                        | AN, PAL            | 1-4           | E/--        | Esports/Beisbol                         |
| Mario Golf | 1999 | Camelot                         | Nintendo                        | JP, AN, PAL        | 1-4           | E/3+        | Esports/Golf                            |
| Mario Kart 64 | 1996 | Nintendo                        | Nintendo                        | JP, AN, PAL        | 1-4           | K-A/3+      | Curses/Batalla                          |
| Mario no Photopi | 1998 | Tokyo Electron                  | Tokyo Electron                  | JP                 | 1             | --          | Fotografia/Trencaclosques               |
| Mario Party | 1998 | Hudson Soft                     | Nintendo                        | JP, AN, PAL        | 1-4           | E/3+        | Joc de taula                            |
| Mario Party 2 | 1999 | Hudson Soft                     | Nintendo                        | JP, AN, PAL        | 1-4           | E/3+        | Joc de taula                            |
| Mario Party 3 | 2000 | Hudson Soft                     | Nintendo                        | JP, AN, PAL        | 1-4           | E/3+        | Joc de taula                            |
| Mario Tennis •Mario Tennis 64''JP | 2000 | Camelot                         | Nintendo                        | JP, AN, PAL        | 1-4           | E/3+        | Esports/Tennis                          |
| Masters '98: Haruka Naru Augusta | 1997 | T&E Soft                        | T&E Soft                        | JP                 | 1-4           | --          | Esports/Golf                            |
| Mega Man 64 •Rockman Dash: Hagane no BokenshinJP                                                                                             | 2000 | Capcom                          | Capcom                          | JP, AN             | 1             | E/--        | Acció/Aventures                         |
| Michael Owen's WLS 2000 •Mia Hamm 64 SoccerAN •RTL World League Soccer 2000GER •Telefoot Soccer 2000FRA                                      | 2000 | Silicon Dreams                  | THQ SouthPeak Interactive       | AN, PAL            | 1-4           | E/3+        | Esports/Futbol                          |
| Mickey's Speedway USA •Mickey no Curses Challenge USAJP                                                                                      | 2000 | Rare                            | Nintendo                        | JP, AN, PAL        | 1-4           | E/3+        | Curses/Batalla                          |
| Micro Machines 64 Turbo | 1999 | Codemasters                     | Midway                          | AN, PAL            | 1-4           | E/3+        | Curses/Batalla                          |
| Midway's Greatest Arcade Hits: Volume 1 •Arcade's Greatest Hits 1EUR                                                                         | 2000 | Digital Eclipse                 | Midway                          | AN, PAL            | 1             | E/ 3+       | Recreatiu/Compilació                    |
| Mike Piazza's Strike Zone | 1998 | Devil's Thumb Entertainment     | GT Interactive                  | AN, PAL            | 1-2           | E/3+        | Esports/Beisbol                         |
| Milo's Astro Lanes | 1998 | Player 1                        | Crave Entertainment             | AN, PAL            | 1-4           | E/3+        | Esports/Bitlles                         |
| Mischief Makers •Yuke Yuke!! Trouble MakersJP                                                                                                | 1997 | Treasure                        | Nintendo                        | JP, AN, PAL        | 1             | K-A/3+      | Acció/Aventures/Plataformes 2D          |
| Mission: Impossible | 1998 | Infogrames                      | Ocean                           | AN, PAL            | 1             | T/11+       | Acció/Aventures                         |
| Monaco Grand Prix •Monaco Grand Prix: Racing Simulation 2PAL •Racing Simulation: Monaco Grand PrixUK •Racing Simulation 2GER                 | 1999 | Ubisoft                         | Ubisoft                         | AN, PAL            | 1-4           | E/3+        | Curses/Automòbil                        |
| Monopoly | 1999 | Mind's Eye                      | Hasbro Interactive              | AN                 | 1-4           | E/--        | Joc de taula                            |
| Monster Truck Madness 64 | 1999 | Edge of Reality                 | Rockstar Games                  | AN, PAL            | 1-4           | E/3+        | Curses/Automòbil/Tot terreny            |
| Morita Shogi 64 | 1998 | SETA                            | SETA                            | JP                 | 1             | --          | Joc de taula/Estratègia                 |
| Mortal Kombat 4 | 1998 | Eurocom                         | Midway                          | AN, PAL            | 1-2           | M/18+       | Recreatiu/Lluita 3D                     |
| Mortal Kombat Mythologies: Sub-Zero | 1997 | Avalanche Software              | Midway                          | AN, PAL            | 1             | M/18+       | Acció/Aventures/Lluita 2D               |
| Mortal Kombat Trilogy | 1996 | Midway                          | Midway                          | AN, PAL            | 1-2           | M/15+       | Recreatiu/Lluita 2D                     |
| Ms. Pac-Man Maze Madness | 2000 | Mass Media                      | Namco                           | AN                 | 1-4           | E/--        | Recreatiu/Aventures/Laberint            |
| Multi-Racing Championship | 1997 | Genki                           | Ocean                           | JP, AN, PAL        | 1-4           | K-A/3+      | Curses/Automòbil                        |
| Mystical Ninja Starring Goemon •Ganbare Goemon: Neo Momoyama Bakufu no OdoriJP                                                               | 1997 | Konami                          | Konami                          | JP, AN, PAL        | 1             | E/11+       | Aventures/Rol                           |
| Nagano Winter Olympics '98 •Hyper Olympics in NaganoJP                                                                                       | 1997 | Konami                          | Konami                          | JP, AN, PAL        | 1-4           | K-A/3+      | Esports/Esports d'hivern                |
| Namco Museum 64 | 1999 | Mass Media                      | Namco                           | AN                 | 1             | E/--        | Recreatiu/Compilació                    |
| NASCAR 99 | 1998 | Stormfront Studios              | Electronic Arts                 | AN, PAL            | 1-4           | E/3+        | Simulació/Automotiu Curses              |
| NASCAR 2000 | 1999 | Stormfront Studios              | Electronic Arts                 | AN                 | 1-4           | E/--        | Simulació/Automotiu Curses              |
| NBA Courtside 2: Featuring Kobe Bryant | 1999 | Left Field Productions          | Nintendo                        | AN                 | 1-4           | E/--        | Esports/Bàsquet                         |
| NBA Hangtime | 1997 | Midway                          | Midway                          | AN, PAL            | 1-4           | K-A/3+      | Esports/Bàsquet                         |
| NBA In The Zone '98 •NBA Pro '98EUR | 1998 | Konami                          | Konami                          | JP, AN, PAL        | 1-4           | K-A/3+      | Esports/Bàsquet                         |
| NBA In The Zone '99 •NBA Pro '99EUR •NBA in the Zone 2JP                                                                                     | 1999 | Konami                          | Konami                          | JP, AN, PAL        | 1-4           | E/3+        | Esports/Bàsquet                         |
| NBA In The Zone 2000 | 2000 | Konami                          | Konami                          | AN, PAL            | 1-4           | E/3+        | Esports/Bàsquet                         |
| NBA Jam '99 | 1998 | Iguana Entertainment            | Acclaim                         | AN, PAL            | 1-4           | E/3+        | Esports/Bàsquet                         |
| NBA Jam 2000 | 1999 | Iguana Entertainment            | Acclaim                         | AN, PAL            | 1-4           | E/3+        | Esports/Bàsquet                         |
| NBA Live '99 | 1998 | NuFX                            | Electronic Arts                 | AN, PAL            | 1-4           | E/3+        | Esports/Bàsquet                         |
| NBA Live 2000 | 1999 | NuFX                            | Electronic Arts                 | AN, PAL            | 1-4           | E/3+        | Esports/Bàsquet                         |
| NBA Showtime: NBA on NBC | 1999 | Eurocom                         | Midway                          | AN, PAL            | 1-4           | E/--        | Esports/Bàsquet                         |
| Neon Genesis Evangelion | 1999 | BEC                             | Bandai                          | JP                 | 1-4           | --          | Recreatiu/Lluita                        |
| New Japan Pro Fighting: Tohkon Road Brave Spirits •Shin Nihon Pro Fighting: Tokon Hono MichiJP                                               | 1998 | Yuke's                          | Hudson Soft                     | JP                 | 1-4           | --          | Esports/Lluita                          |
| New Japan Pro Fighting: Tohkon Road Brave Spirits 2, The Next Generation •Shin Nihon Pro Fighting: Tokon Hono Michi 2, The Next GenerationJP | 1998 | Yuke's                          | Hudson Soft                     | JP                 | 1-4           | --          | Esports/Lluita                          |
| The New Tetris | 1999 | H2O Entertainment               | Nintendo                        | AN, PAL            | 1-4           | E/3+        | Recreatiu/Acció/Trencaclosques          |
| NFL Blitz | 1998 | Midway                          | Midway                          | AN, PAL            | 1-4           | E/--        | Esports/Hugby/Futbol americà            |
| NFL Blitz 2000 | 1999 | Midway                          | Midway                          | AN, PAL            | 1-4           | E/--        | Esports/Hugby/Futbol americà            |
| NFL Blitz 2001 | 2000 | Point of View                   | Midway                          | AN, PAL            | 1-4           | E/--        | Esports/Hugby/Futbol americà            |
| NFL Blitz Special Edition | 2001 | Point of View                   | Midway                          | AN, PAL            | 1-4           | E/--        | Esports/Hugby/Futbol americà            |
| NFL Quarterback Club '98 | 1997 | Iguana Entertainment            | Acclaim                         | AN, PAL            | 1-4           | K-A/3+      | Esports/Hugby/Futbol americà            |
| NFL Quarterback Club '99 | 1998 | Iguana Entertainment            | Acclaim                         | AN, PAL            | 1-4           | E/3+        | Esports/Hugby/Futbol americà            |
| NFL Quarterback Club 2000 | 1999 | Iguana Entertainment            | Acclaim                         | AN, PAL            | 1-4           | E/3+        | Esports/Hugby/Futbol americà            |
| NFL Quarterback Club 2001 | 2000 | High Voltage Software           | Acclaim                         | AN                 | 1-4           | E/--        | Esports/Hugby/Futbol americà            |
| NHL 99 | 1998 | MBL Research                    | Electronic Arts                 | AN, PAL            | 1-4           | E/3+        | Esports/Hoquei en Gel                   |
| NHL Blades of Steel '99 •NHL Pro '99EUR | 1999 | Konami                          | Konami                          | JP, AN, PAL        | 1-4           | E/3+        | Esports/Hoquei en Gel                   |
| NHL Breakaway '98 | 1998 | Iguana Entertainment            | Acclaim                         | AN, PAL            | 1-4           | K-A/3+      | Esports/Hoquei en Gel                   |
| NHL Breakaway '99 | 1998 | Iguana Entertainment            | Acclaim                         | AN, PAL            | 1-4           | E/3+        | Esports/Hoquei en Gel                   |
| Nightmare Creatures | 1998 | Kallisto Technologies           | Activision                      | AN                 | 1             | M/--        | Acció/Aventures                         |
| Nintama Rantaro 64 Game Gallery | 2000 | Culture Brain                   | Culture Brain                   | JP                 | 1-4           | --          | Recreatiu/Acció/Trencaclosques          |
| Nuclear Strike 64 | 1999 | Pacific Coast Power & Light     | THQ                             | AN, PAL            | 1             | E/11+       | Simulació/Vol/3-D Tir                   |
| Nushi Tsuri 64 | 1998 | Pack-In-Video                   | Pack-In-Video                   | JP                 | 1             | --          | Esports/Pesca                           |
| Nushi Tsuri 64: Shiokaze ni Notte | 2000 | VIS Interactive                 | VIS Interactive                 | JP                 | 1             | --          | Esports/Pesca                           |
| Off Road Challenge | 1998 | Avalanche Software              | Midway                          | AN, PAL            | 1-4           | E/3+        | Curses/Automotiu/Tot terreny            |
| Ogre Battle 64: Person of Lordly Caliber | 1999 | Quest                           | Atlus                           | JP, AN             | 1             | T/3+        | Rol/Estratègia                          |
| Olympic Hockey Nagano '98 | 1998 | Treyarch                        | Midway                          | JP, AN, PAL        | 1-4           | K-A/3+      | Esports/Hoquei en Gel                   |
| Onegai Monster | 1999 | Bottom Up                       | Bottom Up                       | JP                 | 1-4           | --          | Battle/Estratègia/Per torns             |
| Pachinko 365 Nichi | 1998 | SETA                            | SETA                            | JP                 | 1             | --          | Joc/Pachinko                            |
| Paper Mario •Mario StoryJP | 2000 | Intelligent Systems             | Nintendo                        | JP, AN, PAL        | 1             | E/3+        | Rol/Aventures                           |
| Paperboy 64 | 1999 | High Voltage Software           | Midway                          | AN, PAL            | 1             | E/3+        | Recreatiu/Acció                         |
| Parlor! Pro 64: Pachinko Jikki Simulació | 1999 | Nihon Telenet                   | Nihon Telenet                   | JP                 | 1             | --          | Joc/Pachinko                            |
| PD Ultraman Battle Collection 64 | 1999 | Bandai                          | Bandai                          | JP                 | 1             | --          | Battle/Estratègia/Rol                   |
| Penny Racers •Choro Q 64JP | 1999 | Takara                          | THQ                             | JP, AN, PAL        | 1-4           | E/3+        | Automotiu Curses                        |
| Perfect Dark | 2000 | Rare                            | Rare                            | JP, AN, PAL        | 1-4           | M/18+       | Acció/Aventures/Tir en 3D               |
| PGA European Tour •PGA European Tour Golf EUR                                                                                                | 2000 | Infogrames                      | Infogrames                      | AN, PAL            | 1-4           | E/3+        | Esports/Golf                            |
| Pilotwings 64 | 1996 | Paradigm Entertainment          | Nintendo                        | JP, AN, PAL        | 1             | K-A/3+      | Simulació/Vol                           |
| Pokémon Puzzle League | 2000 | Nintendo                        | Nintendo                        | AN, PAL            | 1-2           | E/3+        | Recreatiu/Acció/Trencaclosques          |
| Pokémon Snap •Pocket Monsters SnapJP | 1999 | HAL Laboratory                  | Nintendo                        | JP, AN, PAL        | 1             | E/3+        | Tir/Raíl/Fotografia                     |
| Pokémon Stadium •Pocket MonstersJP and, •Pocket Monsters Stadium 2JP                                                                         | 1999 | Nintendo                        | Nintendo                        | JP, AN, PAL        | 1-4           | E/3+        | Battle/Estratègia/Per torns             |
| Pokémon Stadium 2 •Pocket Monsters Stadium: Kin GinJP                                                                                        | 2000 | Nintendo                        | Nintendo                        | JP, AN, PAL        | 1-4           | E/3+        | Battle/Estratègia/Per torns             |
| Polaris SnoCross | 2000 | Vicarious Visions               | Vatical Entertainment           | AN, PAL            | 1-4           | E/--        | Simulació/Curses en Motoneus            |
| Power League 64 | 1997 | Hudson Soft                     | Hudson Soft                     | JP                 | 1-4           | --          | Esports/Beisbol                         |
| Power Rangers Lightspeed Rescue | 2000 | Mass Media                      | THQ                             | AN, PAL            | 1-4           | E/3+        | Acció/Aventures/Lluita                  |
| The Powerpuff Girls: Chemical X-traction | 2001 | VIS Interactive                 | BAM! Entertainment              | AN, PAL            | 1             | E/--        | Recreatiu/Lluita                        |
| Premier Manager 64 •Premier Manager 99: Total Football MaANgement                                                                            | 1999 | Gremlin Interactive             | Gremlin Interactive             | PAL                | 1             | --/3+       | Esports/Futbol                          |
| Pro Mahjong Kiwame 64 | 1997 | Athena                          | Athena                          | JP                 | 1             | --          | Joc/Mahjong                             |
| Pro Shinan Mahjong Tsuwamono 64: Janso Battle ni Chosen                                                                                      | 1999 | Culture Brain                   | Culture Brain                   | JP                 | 1             | --          | Joc/Mahjong                             |
| Puyo Puyo Sun 64 | 1997 | Compile                         | Compile                         | JP                 | 1-4           | --          | Recreatiu/Acció/Trencaclosques          |
| Puyo Puyo~n | 1999 | Compile                         | Compile                         | JP                 | 1-4           | --          | Recreatiu/Acció/Trencaclosques          |
| Quake 64 | 1998 | Midway                          | Midway                          | AN, PAL            | 1-2           | M/15+       | Acció/Tir en 3D                         |
| Quake II | 1999 | Raster Productions              | Activision                      | AN, PAL            | 1-4           | M/15+       | Acció/Tir en 3D                         |
| Quest 64 •Holy Magic CenturyEUR •Eltale MonstersJP                                                                                           | 1999 | Imagineer                       | Imagineer THQ Konami            | JP, AN, PAL        | 1             | E/3+        | Aventures/Rol                           |
| Rainbow Six | 1999 | Saffire                         | Red Storm Entertainment         | AN, PAL            | 1             | T/15+       | Acció/Tir en 3D                         |
| Rakuga Kids | 1998 | Konami                          | Konami                          | JP, PAL            | 1-2           | --/3+       | Recreatiu/Lluita 2D                     |
| Rally Challenge 2000 •Rally '99JP | 1999 | Genki                           | Imagineer SouthPeak Interactive | JP, AN             | 1-4           | E/--        | Curses/Tot terreny                      |
| Rampage 2: Universal Tour | 1999 | Avalanche Software              | Midway                          | AN, PAL            | 1-3           | T/3+        | Recreatiu/Acció/Direccional             |
| Rampage World Tour | 1998 | Saffire                         | Midway                          | AN, PAL            | 1-3           | T/3+        | Recreatiu/Acció/Direccional             |
| Rat Attack! | 2000 | Pure Entertainment              | Mindscape                       | AN, PAL            | 1-4           | E/3+        | Recreatiu/Acció/Trencaclosques          |
| Rayman 2: The Great Escape | 1999 | Ubisoft                         | Ubisoft                         | AN, PAL            | 1             | E/3+        | Aventures/Plataformes 3D                |
| Razor Freestyle Scooter | 2001 | Titanium Studios                | Crave Entertainment             | AN                 | 1-4           | E/--        | Esports/Especialista/Scooter            |
| Re-Volt | 1999 | Acclaim                         | Acclaim                         | AN, PAL            | 1-4           | E/3+        | Curses amb Cotxes Teledirigits          |
| Ready 2 Rumble Boxing | 1999 | Point of View                   | Midway                          | AN, PAL            | 1-4           | T/11+       | Esports/Boxa                            |
| Ready 2 Rumble Boxing: Round 2 | 2000 | Point of View                   | Midway                          | AN, PAL            | 1-4           | T/--        | Esports/Boxa                            |
| Resident Evil 2 •Biohazard 2JP | 1999 | Angel Studios                   | Capcom                          | JP, AN, PAL        | 1             | M/15+       | Acció/Aventures/Tir en 3D               |
| Ridge Racer 64 | 2000 | Nintendo                        | Nintendo                        | AN, PAL            | 1-4           | E/3+        | Curses/Automotiu                        |
| Road Rash 64 | 1999 | Pacific Coast Power & Light     | THQ                             | AN, PAL            | 1-2           | T/11+       | Curses/Batalla                          |
| Roadsters | 1999 | Titus Software                  | Titus Software                  | AN, PAL            | 1-4           | E/3+        | Automotiu Curses                        |
| Robot Ponkottsu 64: Nanatsu no Umi no Caramel                                                                                                | 1999 | Red Company                     | Hudson Soft                     | JP                 | 1-4           | --          | Estratègia/Rol                          |
| Robotron 64 | 1998 | Player 1                        | Crave Entertainment             | AN, PAL            | 1             | T/11+       | Recreatiu/Acció/ Tir en 3D              |
| Rocket: Robot on Wheels | 1999 | Sucker Punch                    | Ubisoft                         | AN, PAL            | 1             | E/3+        | Aventures/Plataformes 3D                |
| Rugrats in Paris: The Movie | 2000 | Avalanche Software              | THQ                             | AN, PAL            | 1-4           | E/3+        | Aventures/Plataformes 3D                |
| Rugrats: Scavenger Hunt •Rugrats: Treasure HuntEUR                                                                                           | 1999 | Realtime Associates             | THQ                             | AN, PAL            | 1-4           | E/3+        | Joc de taula                            |
| Rush 2: Extreme Racing USA | 1998 | Atari Games                     | Midway                          | AN, PAL            | 1-2           | E/3+        | Curses/Automotiu                        |
| S.C.A.R.S. | 1999 | Vivid Image                     | Ubisoft                         | AN, PAL            | 1-4           | E/3+        | Curses/Batalla                          |
| Saikyo Habu Shogi | 1996 | SETA                            | SETA                            | JP                 | 1             | --          | Joc de taula/Estratègia                 |
| San Francisco Rush | 1997 | Atari Games                     | Midway                          | AN, PAL            | 1-2           | K-A/3+      | Curses/Automotiu                        |
| San Francisco Rush 2049 | 2000 | Atari Games                     | Midway                          | AN, PAL            | 1-4           | E/3+        | Automotiu Curses                        |
| Scooby Doo! Classic Creep Capers | 2000 | Terra Glyph Interactive Studios | THQ                             | AN, PAL            | 1             | E/3+        | Aventures                               |
| SD Hiryu no Ken Densetsu | 1999 | Culture Brain                   | Culture Brain                   | JP                 | 1-4           | --          | Recreatiu/Lluita                        |
| Shadow Man | 1999 | Acclaim                         | Acclaim                         | AN, PAL, BRZ       | 1             | M/15+       | Acció/Aventures/Tir en 3D               |
| Shadowgate 64: Trials of the Four Towers | 1999 | Infinite Ventures               | Kemco                           | JP, AN, PAL        | 1             | E/3+        | Rol/Trencaclosques                      |
| SimCity 2000 | 1998 | Genki                           | Imagineer                       | JP                 | 1             | --          | Simulació/Ciutat/Curses de Cavalls      |
| Sin and Punishment: Hoshi no Keishosha | 2000 | Treasure                        | Nintendo                        | JP                 | 1-4           | --          | Acció/Tir en Raíl 3D                    |
| Snowboard Kids | 1997 | Racdym                          | Atlus                           | JP, AN, PAL        | 1-4           | K-A/3+      | Esports/Snowboarding                    |
| Snowboard Kids 2 •Cho Snowboard KidsJP | 1999 | Racdym                          | Atlus                           | JP, AN, PAL        | 1-4           | E/3+        | Esports/Snowboarding                    |
| South Park | 1998 | Iguana Entertainment            | Acclaim                         | AN, PAL, BRZ       | 1-4           | M/15+       | Aventures/Tir en 3D                     |
| South Park Rally | 2000 | Tantalus Interactive            | Acclaim                         | AN, PAL            | 1-4           | M/15+       | Curses/Batalla                          |
| South Park: Chef's Luv Shack | 1999 | Iguana Entertainment            | Acclaim                         | AN, PAL            | 1-4           | M/15+       | Game Show                               |
| Space Invaders | 1999 | Z-Axis                          | Activision                      | AN, PAL            | 1             | E/--        | Recreatiu/Acció/Tir en 2D               |
| Space Station Silicon Valley | 1998 | DMA Design                      | Take-Two Interactive            | AN, PAL            | 1             | E/3+        | Aventures/Trencaclosques/Plataformes 3D |
| Spider-Man | 2000 | Edge of Reality                 | Activision                      | AN                 | 1             | E/--        | Aventures/Acció/Plataformes 3D          |
| Star Fox 64 •Lylat Wars EUR | 1997 | Nintendo                        | Nintendo                        | JP, AN, PAL        | 1-4           | K-A/3+      | Acció/Vol/Tir en Raíl 3D                |
| Star Soldier: Vanishing Earth | 1998 | Hudson Soft                     | Hudson Soft                     | JP, AN             | 1             | E/--        | Acció/Tir en 2D                         |
| Star Wars: Episode I: Battle for Naboo | 2000 | Factor 5                        | LucasArts                       | AN, PAL            | 1             | T/11+       | Acció/Tir en 3D                         |
| Star Wars Episode I: Racer | 1999 | LucasArts                       | Nintendo                        | JP, AN, PAL        | 1-2           | E/3+        | Curses/Hovercraft                       |
| Star Wars: Rogue Squadron •Star Wars: Shutsugeki! Rogue ChutaiJP                                                                             | 1998 | Factor 5                        | LucasArts                       | JP, AN, PAL        | 1             | T/11+       | Acció/Tir en 3D                         |
| Star Wars: Shadows of the Empire | 1996 | LucasArts                       | Nintendo                        | JP, AN, PAL        | 1             | T/15+       | Acció/Aventures/Plataformes 3D          |
| StarCraft 64 | 2000 | Mass Media                      | Nintendo                        | AN, PAL            | 1             | T/15+       | Simulació/Guerra/Estratègia             |
| Starshot: Space Circus Fever | 1999 | Infogrames                      | Infogrames                      | AN, PAL            | 1             | E/3+        | Acció/Aventures/Plataformes 3D          |
| Stunt Racer 64 | 2000 | Boss Game Studios               | Midway                          | AN                 | 1-4           | E/--        | Curses/Automòbil/Especialisme           |
| Super B-Daman: Battle Phoenix 64 | 1998 | Hudson Soft                     | Hudson Soft                     | JP                 | 1-4           | --          | Lluita/Mini jocs                        |
| Super Bowling | 2000 | Athena                          | UFO Interactive                 | JP, AN             | 1-4           | E/--        | Esports/Bitlles                         |
| Super Mario 64 | 1996 | Nintendo                        | Nintendo                        | JP, AN, PAL        | 1             | K-A/3+      | Acció/aventures/plataformes 3D          |
| Super Robot Spirits | 1998 | Banpresto                       | Banpresto                       | JP                 | 1             | --          | Recreatiu/lluita/robots                 |
| Super Robot Wars 64 | 1999 | Banpresto                       | Banpresto                       | JP                 | 1             | --          | Estratègia/guerra/rol                   |
| Super Smash Bros. •Dairanto Smash BrothersJP                                                                                                 | 1999 | HAL Laboratory                  | Nintendo                        | JP, AN, PAL        | 1-4           | E/3+        | Recreatiu/lluita 2D                     |
| Supercross 2000 | 1999 | MBL Research                    | Electronic Arts                 | AN, PAL            | 1-4           | E/3+        | Curses/motocicletes                     |
| Superman 64 | 1999 | Titus Software                  | Titus Software                  | AN, PAL            | 1             | E/3+        | Acció/Aventures/Plataformes 3D          |
| Susume! Taisen Puzzle Dama: Tokon! Marutama Cho                                                                                              | 1998 | Konami                          | Konami                          | JP                 | 1-4           | --          | Recreatiu/Acció/Trencaclosques          |
| Tamagotchi 64: Minna de Tamagotchi World | 1997 | Bandai                          | Bandai                          | JP                 | 1-4           | --          | Joc de taula/Creixent/Per torns         |
| Taz Express | 2000 | Zed Two                         | Infogrames                      | PAL                | 1             | --/3+       | Aventures/Trencaclosques/Plataformes 3D |
| Tetris 64 | 1998 | Amtex                           | SETA                            | JP                 | 1-4           | --          | Recreatiu/Acció/Trencaclosques          |
| Tetrisphere | 1997 | H2O Entertainment               | Nintendo                        | AN, PAL            | 1-4           | K-A/3+      | Recreatiu/Acció/Trencaclosques          |
| Tigger's Honey Hunt | 2000 | Doki Denki Studio               | NewKidCo                        | AN, PAL            | 1-4           | E/3+        | Aventures/Plataformes 2D                |
| Tom & Jerry in Fists of Furry | 2000 | VIS Interactive                 | NewKidCo                        | AN, PAL            | 1-4           | E/3+        | Recreatiu/Lluita 3D                     |
| Tonic Trouble | 1999 | Ubisoft                         | Ubisoft                         | AN, PAL            | 1             | E/3+        | Acció/Aventures/Plataformes 3D          |
| Tony Hawk's Pro Skater •Tony Hawk's SkateboardingEUR                                                                                         | 2000 | Edge of Reality                 | Activision                      | AN, PAL            | 1-2           | E/11+       | Esports/Skateboarding                   |
| Tony Hawk's Pro Skater 2 | 2001 | Edge of Reality                 | Activision                      | AN, PAL            | 1-4           | E/11+       | Esports/Skateboarding                   |
| Tony Hawk's Pro Skater 3 | 2002 | Edge of Reality                 | Activision                      | AN                 | 1-2           | E/--        | Esports/Skateboarding                   |
| Top Gear Hyper Bike | 2000 | Snowblind Studios               | Kemco                           | JP, AN, PAL        | 1-4           | E/3+        | Curses/Motocicletes                     |
| Top Gear Overdrive | 1998 | Snowblind Studios               | Kemco                           | JP, AN, PAL        | 1-4           | E/3+        | Curses/Automòbil                        |
| Top Gear Rally | 1997 | Boss Game Studios               | Midway                          | JP, AN, PAL        | 1-4           | K-A/3+      | Curses/Automòbil/Rally                  |
| Top Gear Rally 2 | 1999 | Saffire                         | Kemco                           | JP, AN, PAL        | 1-4           | E/3+        | Curses/Automòbil/Rally                  |
| Toy Story 2: Buzz Lightyear to the Rescue | 1999 | Traveller's Tales               | Activision                      | AN, PAL            | 1             | E/3+        | Acció/Aventures/Plataformes 3D          |
| Transformers: Beast Wars Transmetals •Transformers: Beast Wars Metals 64JP                                                                   | 2000 | Pacific Coast Power & Light     | BAM! Entertainment Takara       | JP, AN             | 1-4           | T/--        | Recreatiu/Acció/Lluita 3D               |
| Triple Play 2000 | 1999 | Treyarch                        | Electronic Arts                 | AN                 | 1-4           | E/--        | Esports/Beisbol                         |
| Turok: Dinosaur Hunter •Turok: Jiku SenshiJP                                                                                                 | 1997 | Iguana Entertainment            | Acclaim Entertainment           | JP, AN, PAL        | 1             | M/15+       | Acció/Adventer/Tir en 3D                |
| Turok 2: Seeds of Evil •Violence Killer: Turok New GenerationJP                                                                              | 1998 | Iguana Entertainment            | Acclaim Entertainment           | JP, AN, PAL        | 1-4           | M/15+       | Acció/Aventures/Tir en 3D               |
| Turok 3: Shadow of Oblivion | 2000 | Iguana Entertainment            | Acclaim Entertainment           | AN, PAL            | 1-4           | M/15+       | Acció/Aventures/Tir en 3D               |
| Turok: Rage Wars | 1999 | Iguana Entertainment            | Acclaim Entertainment           | AN, PAL            | 1-4           | M/15+       | Acció/Aventures/Tir en 3D               |
| Twisted Edge Extreme Snowboarding •King Hill 64: Extreme SnowboardingJP                                                                      | 1998 | Boss Game Studios               | Midway                          | JP, AN, PAL        | 1-4           | E/3+        | Esports/Snowboarding                    |
| Ucchan ANnchan no Hono no Challenge: Denryu Ira Ira Bo                                                                                       | 1997 | Yuke's                          | Hudson Soft                     | JP                 | 1-4           | --          | Game Show/Skill                         |
| V-Rally Edition '99 | 1999 | Eden Games                      | Infogrames                      | JP, AN, PAL        | 1-4           | E/3+        | Curses/Automòbil                        |
| Vigilante 8 | 1999 | Luxoflux                        | Activision                      | AN, PAL            | 1-4           | T/11+       | Curses/Destruction Derby                |
| Vigilante 8: 2nd Offense | 2000 | Luxoflux                        | Activision                      | AN, PAL            | 1-4           | T/11+       | Curses/Destruction Derby                |
| Virtual Chess 64 | 1998 | Titus Software                  | Titus Software                  | AN, PAL            | 1-2           | E/3+        | Joc de taula/Estratègia                 |
| Virtual Pool 64 | 1998 | Celeris                         | Crave Entertainment             | AN, PAL            | 1-2           | E/3+        | Esports/Billar                          |
| Virtual Pro Fighting 2: Odo Keisho | 2000 | AKI                             | Asmik Ace                       | JP                 | 1-4           | --          | Esports/Lluita                          |
| Virtual Pro Fighting 64 | 1997 | AKI                             | Asmik Ace                       | JP                 | 1-4           | --          | Esports/Lluita                          |
| Waialae Country Club: True Golf Classics | 1997 | T&E Soft                        | Nintendo                        | JP, AN, PAL        | 1-4           | E/3+        | Esports/Golf                            |
| War Gods | 1997 | Eurocom                         | Midway                          | AN, PAL            | 1-2           | M/15+       | Recreatiu/Acció/Lluita 3D               |
| Wave Race 64 | 1996 | Nintendo                        | Nintendo                        | JP, AN, PAL        | 1-4           | K-A/3+      | Esports/Moto d'aigua                    |
| Wayne Gretzky's 3D Hockey | 1996 | Williams Entertainment          | Midway                          | JP, AN, PAL        | 1-4           | K-A/3+      | Esports/Hoquei en Gel                   |
| Wayne Gretzky's 3D Hockey '98 | 1997 | Software Creations              | Midway                          | AN, PAL            | 1-4           | K-A/3+      | Esports/Hoquei en Gel                   |
| WCW Backstage Assault | 2000 | Kodiak Interactive              | Electronic Arts                 | AN                 | 1-4           | T/--        | Esports/Lluita                          |
| WCW Mayhem | 1999 | Kodiak Interactive              | Electronic Arts                 | AN, PAL            | 1-4           | T/11+       | Esports/Lluita                          |
| WCW Nitro | 1999 | Inland Productions              | THQ                             | AN                 | 1-4           | E/--        | Esports/Lluita                          |
| WCW vs. nWo: World Tour | 1997 | AKI                             | THQ                             | AN, PAL            | 1-4           | K-A/11+     | Esports/Lluita                          |
| WCW/nWo Revenge | 1998 | AKI                             | THQ                             | AN, PAL            | 1-4           | E/11+       | Esports/Lluita                          |
| Wetrix | 1998 | Zed Two                         | Ocean                           | JP, AN, PAL        | 1-4           | E/3+        | Recreatiu/Acció/Trencaclosques          |
| Wheel of Fortune | 1997 | GameTek                         | GameTek                         | AN, PAL            | 1-3           | K-A/--      | Game Show/Coneixement                   |
| WinBack •Operation: WinbackEUR | 1999 | Omega Force                     | Koei                            | JP, AN, PAL        | 1-4           | T/11+       | Acció/Aventures/Tir en 3D               |
| Wipeout 64 | 1998 | Psygnosis                       | Midway                          | AN, PAL            | 1-4           | E/3+        | Curses/Hovercraft                       |
| Wonder Project J2: Koruro no Mori no Josette                                                                                                 | 1996 | Givro                           | Enix                            | JP                 | 1             | --          | Estratègia/Rol/Clic i Moure en 2D       |
| World Cup 98 | 1998 | Electronic Arts                 | Electronic Arts                 | AN, PAL            | 1-4           | E/3+        | Esports/Futbol                          |
| World Driver Championship | 1999 | Boss Game Studios               | Midway                          | AN, PAL            | 1-4           | E/3+        | Curses/Automòbil                        |
| The World Is Not Enough | 2000 | Eurocom                         | Electronic Arts                 | AN, PAL            | 1-4           | T/11+       | Acció/Aventures/Tir en 3D               |
| Worms Armageddon | 2000 | Infogrames                      | Infogrames                      | AN, PAL            | 1-4           | E/11+       | Estratègia/Trencaclosques               |
| WWF Attitude | 1999 | Iguana Entertainment            | Acclaim                         | AN, PAL            | 1-4           | T/15+       | Esports/Lluita                          |
| WWF No Mercy | 2000 | AKI                             | THQ                             | AN, PAL            | 1-4           | T/15+       | Esports/Lluita                          |
| WWF War Zone | 1998 | Iguana Entertainment            | Acclaim                         | AN, PAL            | 1-4           | T/15+       | Esports/Lluita                          |
| WWF WrestleMania 2000 | 1999 | AKI                             | THQ                             | JP, AN, PAL        | 1-4           | T/15+       | Esports/Lluita                          |
| Xena: Warrior Princess: The Talisman of Fate                                                                                                 | 1999 | Saffire                         | Titus Software                  | AN, PAL            | 1-4           | T/15+       | Recreatiu/Acció/Lluita 3D               |
| Yakochu II: Satsujin Koro | 1999 | Athena                          | Athena                          | JP                 | 1             | --          | Estratègia/Rol/Misteri                  |
| Yoshi's Story | 1997 | Nintendo                        | Nintendo                        | JP, AN, PAL        | 1             | E/3+        | Acció/aventures/plataformes 2D          |
| Zool: Maju Tsukai Densetsu | 1999 | Pandora Box                     | Imagineer                       | JP                 | 1             | --          | Battle/estratègia/per torns             |